# Rodica Mureșan
Rodica Mureșan (n. 4 iunie 1947,Ploiești) este o actriță română de teatru și film. A absolvit Institutul de Artă Teatrală și Cinematografică din București în 1978. A debutat pe peliculă în anul 1977, cu rolul reginei Elisabeta a României, în filmul serial Războiul de independență, regizat de Sergiu Nicolaescu.

## Filmografie
- Războiul Independenței (Serial TV) (1977)
- Blestemul pămîntului – Blestemul iubirii (1980)
- Lumina palidă a durerii (1980)
- Întoarcere la dragostea dintîi... (1981)
- O lebădă iarna (1983)
- Secretul lui Bachus (1984) - Bica Barbu
- O lumină la etajul zece (1984)
- Sosesc păsările călătoare (1985)
- Promisiuni (1985)
- Racolarea (1985) - Irene
- Vară sentimentală (1986) - tehniciana agronom Maricica
- Luminile din larg (1986)
- Calatorie de neuitat - serial tv (1988)
- Liceenii Rock'n'Roll (1991)
- Miss Litoral (1991)
- A doua cădere a Constantinopolului (1994)
- Sexy Harem Ada Kaleh (2001) - Gina
- Lumea lui Geo Saizescu (2014) - documentar